# Sundasciurus philippinensis
Sundasciurus philippinensis е вид бозайник от семейство Катерицови (Sciuridae).

## Разпространение
Видът е разпространен във Филипини.